# Верхняя Мостовая (микрорайон)
Верхнемостовая, Верхняя Мостовая —  микрорайон в Орджоникидзевском районе города Перми Пермского края России.

## География
Находится к северо-западу от микрорайона Гайва приблизительно в 5 км на северо-запад по прямой от плотины Камской ГЭС,  у речки Мостовая.

## История
Известен с 1940 года, когда вместе с окружающей территорией вошел в состав Перми.

## Инфраструктура
Представляет собой ныне дачное поселение. Большая часть территории входит в садоводческое товарищество "Коллективный сад № 65 «Мостовлянка».

## Транспорт
Наиболее близко к Верхней Мостовой расположена автобусная остановка пригородных автобусов «Свинокомплекс» на автодороге Пермь-Ильинский (маршруты 103 и 340).